# Rogas eupoeyiae
Rogas eupoeyiae är en stekelart som först beskrevs av William Harris Ashmead 1897.  Rogas eupoeyiae ingår i släktet Rogas och familjen bracksteklar. Inga underarter finns listade i Catalogue of Life.